# Gnomidolon franciscoi
Gnomidolon franciscoi es una especie de escarabajo longicornio del género Gnomidolon, categorizada en la tribu Hexoplonini, de la subfamilia Cerambycinae. Fue descrita por García López en 2019.

## Descripción
Mide 8,4-12,2 mm de longitud.

## Distribución
Se distribuye por Colombia y Panamá.